# Spiramater grandis
Spiramater grandis là một loài bướm đêm trong họ Noctuidae.